# Olympische Winterspiele 1964/Teilnehmer (Finnland)
| Gelbes Symbol für Goldmedaillen mit stilisierten Olympischen Ringen | Graues Symbol für Silbermedaillen mit stilisierten Olympischen Ringen | Braundes Symbol für Bronzemedaillen mit stilisierten Olympischen Ringen |
| ------------------------------------------------------------------- | --------------------------------------------------------------------- | ----------------------------------------------------------------------- |
| 3                                                                   | 4                                                                     | 3                                                                       |

Finnland nahm an den IX. Olympischen Winterspielen 1964 im österreichischen Innsbruck mit einer Delegation von 51 Athleten in sieben Disziplinen teil, davon 45 Männer und 6 Frauen. Mit drei Gold-, vier Silber- und drei Bronzemedaillen war Finnland die vierterfolgreichste Nation bei den Spielen.
Fahnenträger bei der Eröffnungsfeier war der Skilangläufer Veikko Hakulinen.

## Teilnehmer nach Sportarten

### Biathlon
- Veikko Hakulinen
20 km Einzel: 15. Platz (1:31:37,9 h)

- Esko Marttinen
20 km Einzel: 23. Platz (1:34:50,2 h)

- Hannu Posti
20 km Einzel: 8. Platz (1:27:16,5 h)

- Antti Tyrväinen
20 km Einzel: 13. Platz (1:30:09,0 h)

### Eishockey
Männer
| - Raimo Kilpiö - Juhani Lahtinen - Rauno Lehtiö - Esko Luostarinen - Ilkka Mesikämmen - Seppo Nikkilä - Kalevi Numminen - Lasse Oksanen | - Jorma Peltonen - Heino Pulli - Matti Reunamäki - Jouni Seistamo - Jorma Suokko - Juhani Wahlsten - Jarmo Wasama - Esko Kaonpää |

- 6. Platz

### Eisschnelllauf
Männer
- Juhani Järvinen
500 m: 19. Platz (41,9 s)
1500 m: 8. Platz (2:12,4 min)
10.000 m: 20. Platz (17:05,0 min)

- Pekka Lattunen
500 m: 16. Platz (41,8 s)

- Simo Rinne
500 m: 10. Platz (41,4 s)

- Toivo Salonen
500 m: 23. Platz (42,2 s)
5000 m: 21. Platz (8:10,2 min)
10.000 m: 33. Platz (17:47,3 min)

- Seppo Hänninen
1500 m: 23. Platz (2:16,0 min)

- Jouko Jokinen
1500 m: 19. Platz (2:15,6 min)

- Jouko Launonen
1500 m: 4. Platz (2:11,9 min)
5000 m: 18. Platz (8:03,5 min)
10.000 m: 14. Platz (16:49,8 min)

- Kalervo Hietala
5000 m: 15. Platz (7:58,8 min)
10.000 m: 26. Platz (17:12,9 min)

Frauen
- Kaija-Liisa Keskivitikka
500 m: 16. Platz (48,8 s)
1000 m: 8. Platz (1:37,6 min)
1500 m: 8. Platz (2:30,0 min)
3000 m: 10. Platz (5:29,4 min)

- Kaija Mustonen
500 m: 13. Platz (48,0 s)
1000 m: Bronze  (1:34,8 min)
1500 m: Silber  (2:25,5 min)
3000 m: 5. Platz (5:24,3 min)

### Nordische Kombination
- Esa Klinga
Einzel (Normalschanze / 15 km): 25. Platz (352,59)

- Erkki Luiro
Einzel (Normalschanze / 15 km): 22. Platz (369,50)

- Raimo Majuri
Einzel (Normalschanze / 15 km): 23. Platz (368,22)

- Raimo Partanen
Einzel (Normalschanze / 15 km): 26. Platz (348,38)

### Ski Alpin
Männer
- Ulf Ekstam
Abfahrt: 26. Platz (2:27,31 min)
Riesenslalom: 36. Platz (2:01,78 min)
Slalom: im Finale disqualifiziert

- Raimo Manninen
Abfahrt: 22. Platz (2:23,94 min)
Riesenslalom: 17. Platz (1:55,05 min)
Slalom: 22. Platz (2:20,27 min)

### Skilanglauf
Männer
- Eino Huhtala
15 km: 11. Platz (52:18,2 min)

- Väinö Huhtala
15 km: 4. Platz (51:45,4 min)
30 km: 14. Platz (1:33:38,1 h)
4 × 10 km Staffel: Silber  (2:18:42,4 h)

- Kalevi Laurila
15 km: 9. Platz (51:59,8 min)
30 km: 6. Platz (1:32:41,4 h)
4 × 10 km Staffel: Silber  (2:18:42,4 h)

- Eero Mäntyranta
15 km: Gold  (50:54,1 min)
30 km: Gold  (1:30:50,7 h)
50 km: 9. Platz (2:47:47,1 h)
4 × 10 km Staffel: Silber  (2:18:42,4 h)

- Arto Tiainen
30 km: 13. Platz (1:33:37,7 h)
50 km: Bronze  (2:45:30,4 h)
4 × 10 km Staffel: Silber  (2:18:42,4 h)

- Lauri Bergqvist
50 km: 15. Platz (2:52:08,0 h)

- Kalevi Hämäläinen
50 km: 16. Platz (2:52:22,3 h)

Frauen
- Mirja Lehtonen
5 km: Silber  (17:52,9 min)
10 km: 10. Platz (42:06,9 min)
3 × 5 km Staffel: Bronze  (1:02:45,1 h)

- Toini Pöysti
5 km: 5. Platz (18:25,5 min)
10 km: 5. Platz (41:17,4 min)
3 × 5 km Staffel: Bronze  (1:02:45,1 h)

- Senja Pusula
5 km: 9. Platz (18:45,7 min)
10 km: 6. Platz (41:17,8 min)
3 × 5 km Staffel: Bronze  (1:02:45,1 h)

- Eeva Ruoppa
5 km: 8. Platz (18:29,8 min)
10 km: 9. Platz (41:58,1 min)

### Skispringen
- Niilo Halonen
Normalschanze: 14. Platz (203,4)
Großschanze: 14. Platz (205,8)

- Ensio Hyytiä
Normalschanze: 20. Platz (202,4)
Großschanze: 23. Platz (198,5)

- Antero Immonen
Normalschanze: 31. Platz (195,3)
Großschanze: 31. Platz (194,8)

- Veikko Kankkonen
Normalschanze: Gold  (229,9)
Großschanze: Silber  (228,9)